# .xk
.xk는 1999년 유엔 안전 보장 이사회 결의안 제1244호에 따라 할당된 코소보의 임시 비공식 국가 코드 최상위 도메인이다.
XK는 ISO 3166-1 "alpha-2 사용자 할당 코드"에 속하며, 여기에는 AA, ZZ, QM부터 QZ, XA부터 XZ가 포함된다. 이는 개인적인 사용을 위해 예약되어 있으며, 어떤 개체에도 영구적으로 할당되지 않으며, 국가 코드 최상위 도메인으로 사용되지 않는다는 의미이다. 따라서 코소보에 자체 알파-2 국가 코드가 할당될 때까지 비공식적이고 임시적으로 사용되며, 가능한 옵션으로는 .ka, .ks, .kv, 그리고 .ko가 있다 (다만 후자는 통일 한국에 사용될 가능성이 있어 선택되지 않을 수 있다. 현재 북한과 남한의 도메인인 .kp와 .kr이 대체될 경우).

## 같이 보기
- XK (사용자 할당 코드)
- ISO 3166-1 alpha-2
- 제안된 최상위 도메인